# BlindWrite
BlindWrite — условно-бесплатная программа для записи и копирования оптических дисков, работающая под управлением Windows.

## Возможности программы
- Создание образов CD, DVD и Blu-ray дисков в форматах ISO и B6T.
- Запись образов на CD, DVD и Blu-ray диски, из файлов в форматах BWT, B5T, B6T, BWI, BWS, BWA, CCD, ISO, BIN/CUE,  MDS.
- Прямое копирование с диска на диск.
- Стирание информации с CD-RW, DVD-RW и BD-RE дисков.

BlindWrite копирует диски на физическом уровне, используя Patin-Couffin, а не на уровне файловой системы, что позволяет копировать некоторые защищённые диски.

## Недостатки
- Чрезмерно упрощенный интерфейс пользователя в ущерб функциональности (можно выбрать только привод, файл образа и один из нескольких профилей работы).[2]
- Отсутствует эмулятор оптических дисководов (рекомендуется использовать DAEMON Tools).[2]